# Peter Briggs
Peter Briggs (* 23. Februar 1992 in Leicester) ist ein englischer Badmintonspieler. 

## Karriere
Peter Briggs belegte bei den Czech International 2012, den Welsh International 2012 und den Portugal International 2013 jeweils Rang zwei im Herrendoppel mit Harley Towler. National gewannen beide gemeinsam Bronze bei den englischen Titelkämpfen 2014. Weitere Starts folgten bei den German Open 2014, den Dutch Open 2014 und der All England Super Series 2014. 2019 wechselte er nach Kanada.
Am 22. Februar 2022 verkündete er via Instagram sein Karriereende.